# 贾利勒·埃利亚斯
贾利勒·埃利亚斯 （英語：Jalil Juan José Elías，1996年4月25日—），是一名阿根廷出生的叙利亚足球运动员，司职中场，现效力马来西亚超级足球联赛球队柔佛DT。

## 个人生活
贾利勒·埃利亚斯出生于阿根廷，拥有叙利亚血统，并在2023年亚足联亚洲杯入场叙利亚国家足球队名单。